# Giroscopio ottico
Il giroscopio ottico è un girometro integratore, o misuratore di angoli derivanti da spostamenti spaziali.
Tecnicamente non si tratta di un vero e proprio giroscopio, poiché non possiede parti rotanti.
Le sue proprietà giroscopiche derivano dell'impiego della radiazione monocromatica prodotta da un laser. La luce viene emessa in un mezzo attivo contenuto in una canalizzazione e collocato fra specchi, dispositivo denominato risonatore ottico attivo.

## Generalità
Una delle condizioni di generazione stazionaria, ovverosia la presenza di un numero intero di lunghezze d'onda nel risonatore, di essenziale rilevanza per il funzionamento del giroscopio ottico, è denotata dalla seguente espressione:
{\displaystyle f=\alpha \left(\omega \right)\cdot L}  (1)
in cui f è la frequenza della radiazione, α(ω) il coefficiente di amplificazione ed L la lunghezza del risonatore.

### Struttura del giroscopio ottico
Il giroscopio consiste di un corpo triangolare vitreo in cui sono ottenute tre canalizzazioni contigue e complanari tra i vertici, ermeticamente chiuse con specchi e riempite di gas attivo. All'interno delle canalizzazioni si accede tramite un catodo e due anodi: è raffigurabile la struttura di due laser a risonatore unico, uno a circuitazione oraria e l'altro a circuitazione antioraria. L'eccitazione del Laser avviene con l'applicazione di una idonea differenza di potenziale agli elettrodi: nel caso che il mezzo attivo siano i gas elio-neon, il risonatore entra in oscillazione ad una lunghezza d'onda di 0,6328 {\displaystyle 10^{-6}}m, ovvero nella banda dello spettro ottico visibile.

### Funzionamento
Le radiazioni dei due laser, a giroscopio fermo, percorrono la lunghezza L del risonatore alla medesima frequenza. Una rotazione del giroscopio, attorno all'asse normale del piano del triangolo vitreo, data la costanza della velocità della luce e la sua indipendenza dallo stato dinamico di qualsiasi riferimento, determina un apparente aumento della lunghezza del risonatore, per la radiazione che fluisce nello stesso verso di rotazione del giroscopio, ed una riduzione apparente dello stesso, per la radiazione che fluisce in senso contrario: variazioni che sono chiaramente correlate alla velocità di rotazione. Per la condizione di cui alla (1), le frequenze delle due radiazioni si differenziano di un ammontare pari a:
{\displaystyle \Delta f=f_{co}-f_{cao}={\frac {4\cdot A\cdot \Omega }{L\cdot \lambda }}}
In cui: fco e fcao = le frequenze oraria e antioraria; A = superficie del triangolo vitreo; {\displaystyle \Omega } = velocità di rotazione; {\displaystyle \lambda } = lunghezza d'onda.
Per rilevare la variazione di frequenza, parte dell'energia luminosa è fatta fuoriuscire dalla cavità in uno degli angoli, attraverso uno specchio semitrasparente, e le due radiazioni fatte interferire. Le frange d'interferenza si presentano come bande scure e chiare che si muovono a destra oppure a sinistra secondo il verso di rotazione del giroscopio. Accumulando tali frange si perviene al valore dell'angolo di cui è ruotato il giroscopio. Tipici giroscopi ottici, o a laser, sono sufficientemente sensibili per misurare angoli di rotazione dell'ordine di due secondi di arco.

## Impiego
I giroscopi ottici hanno soppiantato i giroscopi meccanici specialmente nelle applicazioni attinenti alla navigazione aerea e la condotta di volo degli aeromobili: prominente è la loro applicazione nei sistemi inerziali di navigazione. La prevalenza del giroscopio ottico sul meccanico è riconducibile a: 
1. costi di produzione notevolmente più bassi;
2. esigenza di manutenzione ridotta;
3. maggiore affidabilità;
4. minore peso.

La loro apparizione senz'altro è stata stimolata da esigenze aeronautiche, peraltro la loro applicazione è già presente in molti altri campi di attività.